# 韓廷弼
韓 廷弼（かん ていひつ、1909年 - 1991年12月21日）は、洗礼名をフランシスコといい、中国山西省カトリック洪洞教区の初の司教である。

## 生涯
1949年、韓廷弼は洪洞代牧区の代牧を引き継いだ。1950年4月18日、洪洞代牧区は正式に洪洞教区に昇格し、韓廷弼は教区初の司教となった。7月9日に叙階式が行われた。同じ年に、彼は北京で聖母無原罪聖心小修道女会を創立した。
1958年、洪洞は中国全土で宗教を消滅させるための実験をする2つの県の内の1つ（もう1つは浙江省の平陽）に選ばれ、当地のカトリック教会は壊滅的な迫害に直面した。司教座聖堂も破壊された。
1980年代に韓廷弼は多くの中国の司教を叙階した。1982年9月23日には、絳州教区初となる鄭守鐸を司教に叙階した。1983年9月に韓司教により、李維道神父は長治（潞安）教区の司教に叙階され、1992年に着任式が馬廠で行われた。1986年4月29日に、韓司教は永年教区の陳柏廬を叙階した。1991年12月21日に世を去った。